# 팜파스풀
팜파스풀(pampas-, 학명: Cortaderia selloana 코르타데리아 셀로아나[*])는 벼과의 여러해살이 초본식물이다. 원산지는 브라질, 아르헨티나, 우루과이, 칠레 등 남아메리카의 팜파스 지역이다. 세계 각지에 도입되어 원예 식물로 재배되고 있으며, 북아메리카, 유럽, 캅카스, 아프리카, 오세아니아 등지에서는 귀화식물로 자생하기도 한다.